# 모건 스탠리
모건 스탠리(Morgan Stanley, NYSE: MS)는 세계에서 가장 큰 투자은행 및 글로벌 금융 서비스 업체 중 하나다. 회사, 정부, 금융기관, 개인을 상대로 다양한 서비스를 제공한다. 모건 스탠리의 세계본사는 뉴욕 시에 있으며, 런던과 홍콩에 지역본사를 두고 있다.

## 역사
JP 모건 소속의 헨리 S. 모건, 해롤드 스탠리 등이 1935년 9월 5일 뉴욕 시에서 모건 스탠리를 창립하였다. 글래스-스티걸 법안에 의해 상업(commercial) 은행과 투자(investment) 은행을 분리하는 규제가 시작되었기 때문이다. 모건 스탠리는 창립 첫 해에 기업공개 시장에서 24%의 시장 점유율을 기록하였다.
모건 스탠리는 리먼 브러더스의 파산으로부터 시작된 세계 금융 위기로 인해 주가가 폭락하면서 경영위기에 봉착했지만 미쓰비시 UFJ 파이낸셜 그룹으로부터 90억 달러의 우선주 투자를 받는 빠른 대응으로 고비를 넘겼다.
현재 모건 스탠리의 최대 주주는 지분의 24%를 소유한 미쓰비시 UFJ 파이낸셜 그룹이다.

## 경영진
- 제임스 고먼 (James Gorman): 회장 겸 CEO
- 제프 브로드스키 (Jeff Broadsky): 부회장
- 셸리 오코너 (Shelley O'Connor): 부회장
- 조나단 프루잔 (Jonathan Pruzan): 최고운영책임자 (COO)
- 샤론 예샤야 (Sharon Yeshaya): 최고재무책임자 (CFO)
- 맨델 크럴리 (Mandell Crawley): 최고인사책임자 (CHRO)
- 캐롤 그린-빈센트 (Carol Greene-Vincent): 최고감사책임자 (CAO)
- 에릭 그로스먼 (Eric Grossman): 최고법무책임자 (CLO)
- 게에시 호츠키 (Keishi Hotsuki): 최고위험책임자 (CRO)
- 샘 켈리-스미스 (Sam Kellie-Smith): 채권부문 대표
- 프랭크 페티개스 (Franck Petitgas): 국제부문 대표
- 마크 아이크온 (Mark Eichorn): 투자은행부문 공동대표
- 수잔 황 (Susan Huang): 투자은행부문 공동대표
- 앤디 새버스틴 (Andy Saperstein): 자산관리부문 대표
- 마이클 핏지 (Michael Pizzi): 미국 모건스탠리은행장
- 테드 픽 (Ted Pick): 기업전략부문 공동대표
- 댄 심코윗츠 (Dan Simkowitz): 기업전략부문 공동대표
- 로버트 루니 (Robert Rooney): 기술지원부문 대표
- 클래어 우드먼 (Clare Woodman): 유럽, 중동 및 아프리카(EMEA) 대표
- 한승수 (Steve Han): 한국 대표
- 알베르토 타무라 (Alberto Tamura): 일본 대표
- 고쿨 라로이아 (Gokul Laroia): 아시아 태평양 지역 대표

## 같이 보기
- 디스커버 카드
- MSCI